# Oleg Antonow (siatkarz)

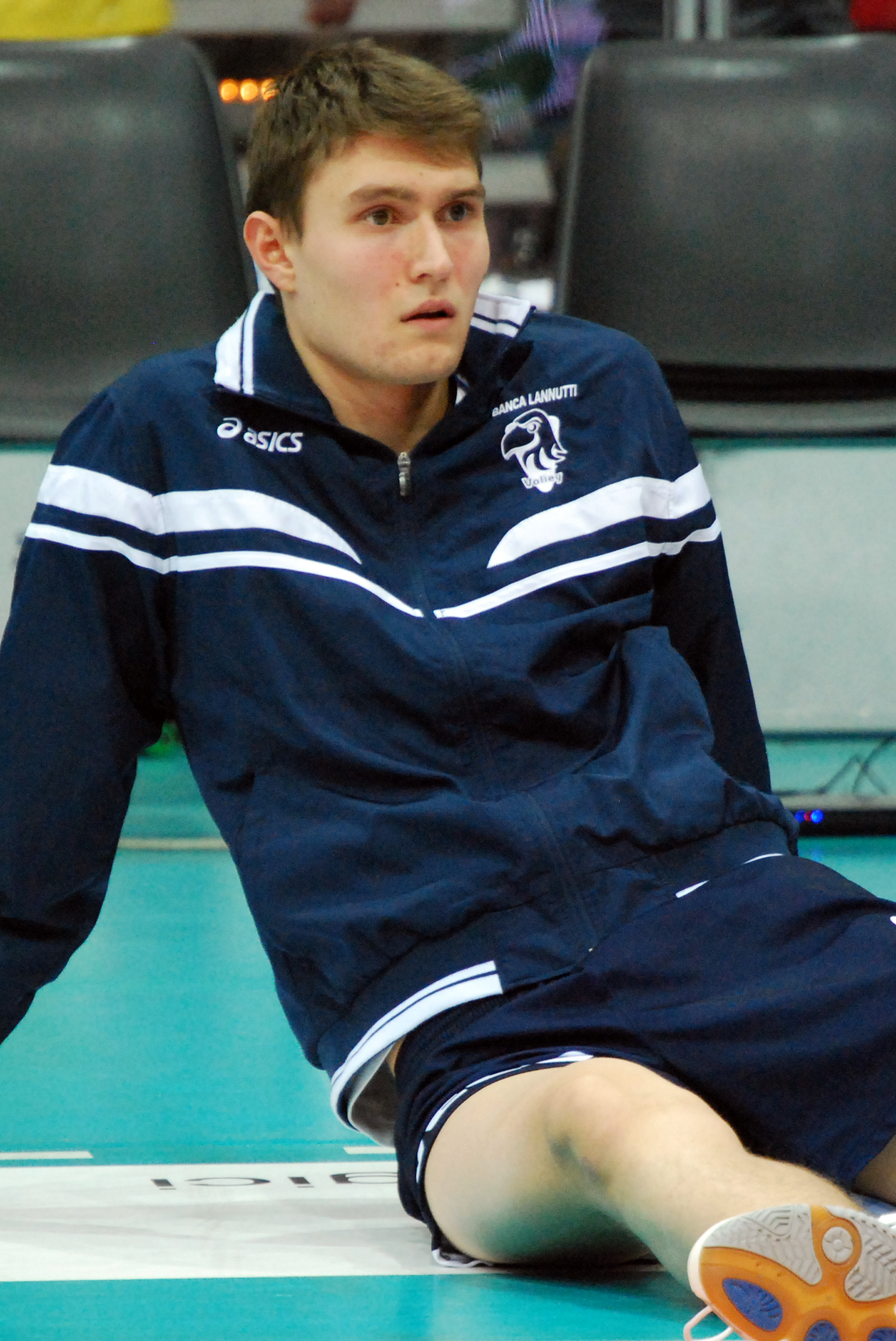
Oleg Antonow zawodnikiem Bre Banca Lannutti Cuneo

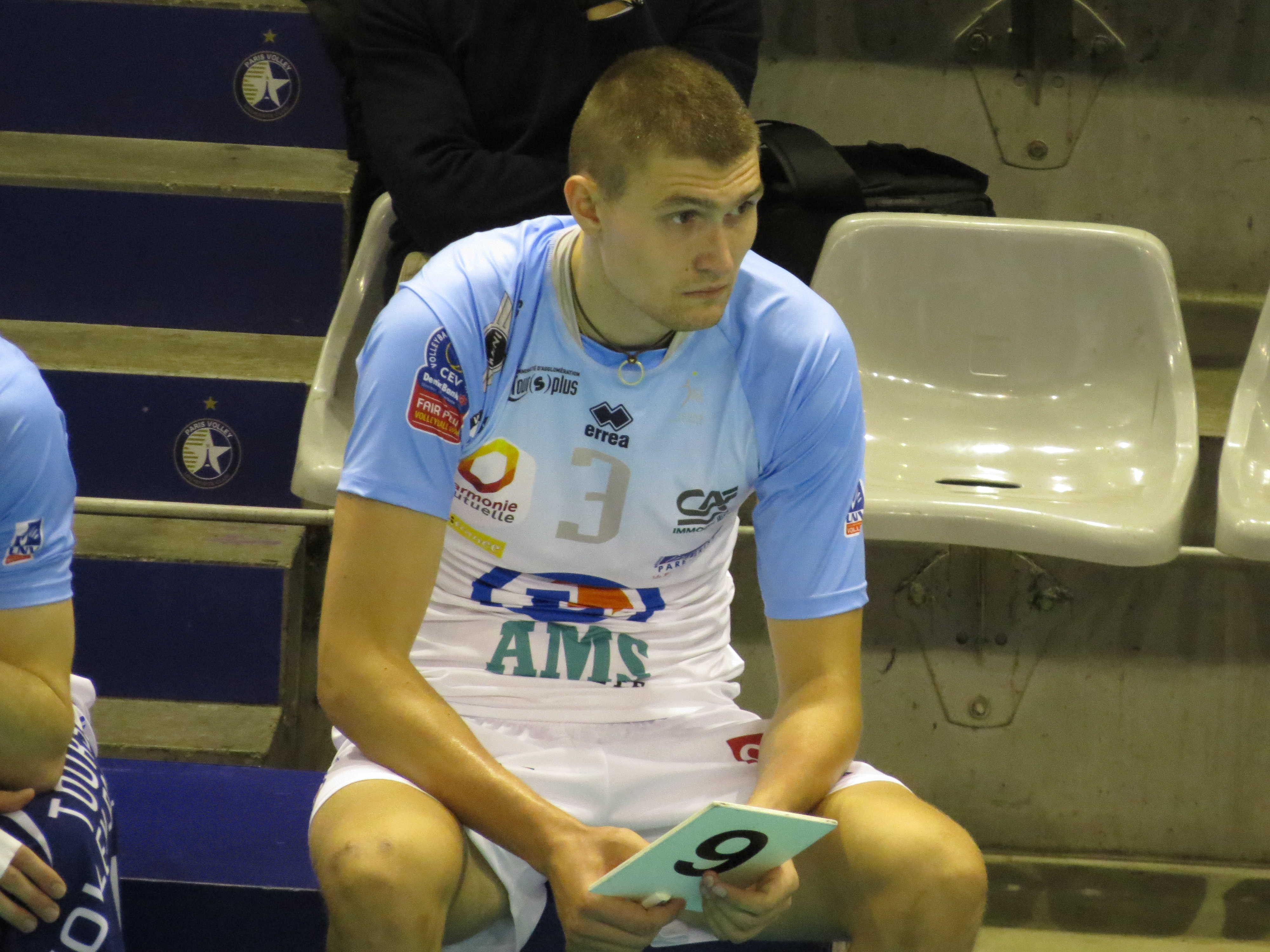
Oleg Antonow zawodnikiem Tours VB

Oleg Antonow (ur. 28 lipca 1988) – włoski siatkarz rosyjskiego pochodzenia, reprezentant kraju, grający na pozycji przyjmującego. 
Jego ojciec Jarosław również był siatkarzem i był reprezentantem ZSRR.

## Przebieg kariery
| Lata                      | Klub                         |
| ------------------------- | ---------------------------- |
| 2006–2009                 | Sisley Treviso               |
| 2009–2010                 | Canadiens Mantova            |
| 2010–2011                 | Carige Genova                |
| 2011–2012                 | Sisley Volley Belluno        |
| 2012–2014                 | Bre Banca Lannutti Cuneo     |
| 2014–2015                 | Tours VB                     |
| 2015–2017                 | Diatec Trentino              |
| 2017–2018 (do 29.01.2018) | Tonno Callipo Vibo Valentia  |
| 2018 (od 01.02.2018)      | Ziraat Bankası Ankara        |
| 2018–2019 (do 01.2019)    | Ural Ufa                     |
| 2019–2020 (od 26.01.2019) | Galatasaray SK               |
| 2020–2022                 | Gas Sales Bluenergy Piacenza |
| 2022–                     | Gioiella Prisma Taranto      |

## Sukcesy klubowe
Puchar Włoch:
- 2007

Liga włoska:
- 2007
- 2017

Superpuchar Włoch:
- 2007

Liga Mistrzów:
- 2013, 2016

Superpuchar Francji:
- 2014

Puchar Francji:
- 2015[2]

Liga francuska:
- 2015

Klubowe Mistrzostwa Świata:
- 2016

Puchar CEV:
- 2017, 2018, 2019

Liga turecka:
- 2019

Superpuchar Turcji:
- 2019

## Sukcesy reprezentacyjne
Puchar Świata:
- 2015

Mistrzostwa Europy:
- 2015

Igrzyska Olimpijskie:
- 2016

Puchar Wielkich Mistrzów:
- 2017